# Пехливан, Ферхат
Ферхат Пехливан (тур. Ferhat Pehlivan; род. 20 августа 1988, Акчаабат) — турецкий боксёр, представитель наилегчайших весовых категорий. Выступал за сборную Турции по боксу в период 2007—2016 годов, обладатель бронзовой медали чемпионата Европы, серебряный и бронзовый призёр Средиземноморских игр, победитель и призёр многих турниров международного значения, участник летних Олимпийских игр в Лондоне.

## Биография
Ферхат Пехливан родился 20 августа 1988 года в городе Акчаабат провинции Трабзон, Турция. Начинал заниматься боксом в местном клубе Karnet S.K., позже переехал в Стамбул и присоединился к «Фенербахче».
Впервые заявил о себе в сезоне 2007 года, одержав победу на чемпионате Турции в Бурсе в зачёте первой наилегчайшей весовой категории.
Первого серьёзного успеха на взрослом международном уровне добился в 2008 году, когда вошёл в основной состав турецкой национальной сборной и побывал на чемпионате Европы в Ливерпуле, откуда привёз награду бронзового достоинства, выигранную в первом наилегчайшем весе. Кроме того, получил бронзу на чемпионате мира среди студентов в Казани.
В 2009 году завоевал бронзовую медаль на Средиземноморских играх в Пескаре.
На студенческом мировом первенстве 2010 года в Улан-Баторе вновь стал бронзовым призёром.
В 2011 году добавил в послужной список золотые награды, полученные на международных турнирах в Баку и Варшаве.
Благодаря череде удачных выступлений удостоился права защищать честь страны на летних Олимпийских играх 2012 года в Лондоне — в категории до 49 кг благополучно прошёл первых двоих соперников по турнирной сетке, тогда как в третьем четвертьфинальном бою со счётом 11:19 потерпел поражение от россиянина Давида Айрапетяна.
После лондонской Олимпиады Пехливан остался в боксёрской команде Турции и продолжил принимать участие в крупнейших международных турнирах. Так, в 2013 году он выиграл серебряную медаль на Средиземноморских играх в Мерсине, уступив в решающем финальном поединке алжирцу Мохамеду Флисси.
В 2015 году боксировал на чемпионате Европы в Самокове и на Европейских играх в Баку, где был побеждён итальянцем Винченцо Пикарди.
Представлял команду «Турецкие завоеватели» в матчевых встречах лиги World Series of Boxing.